# Peer Guldbrandsen
Peer Vilhelm Norden Guldbrandsen (født 22. oktober 1912 i Odense, død 13. marts 1996 i Stenlille, Sjælland) var en dansk forfatter, filminstruktør og skuespiller.
Faderen Johannes Norden Guldbrandsen blev gift den 5. juni 1896 i Hørsholm med solodanserinden og instruktøren Valborg Bodil Emilie Borchsenius (19-11-1872 - 05-01-1949). Han fik ingen børn med hende. I 1908 giftede han sig med skuespillerinden Anna (Anne) Marie Vilhelmine Guldbrandsen (født Warburg) (15-04-1873 - 15-04-1952). Sammen med hende fik han børnene Alice Norden Guldbrandsen (23-11-1909 - 08-03-1995), der indtil 1944 var skuespillerinde ved forskellige teatre og siden blev forfatterinde samt skuespilleren Peer Guldbrandsen.

## Filmografi
- Genboerne (1939)
- Jeg mødte en morder (1943)
- Det store ansvar (1944)
- De røde enge (1945)
- Penge som græs (1948)
- Dorte (1951)
- Amor i telefonen (1957)
- Det stod i avisen (1962)
- Et døgn uden løgn (1963)
- Der var engang (1966)
- Mig og min lillebror (1967)
- Nyhavns glade gutter (1967)
- Der kom en soldat (1969)
- Præriens skrappe drenge (1970)
- Og så er der bal bagefter (1970)
- Fætrene på Torndal (1973)
- Sønnen fra Vingården (1975)
- Hør, var der ikke en som lo? (1978)